# HMS Edinburgh (1882)
El HMS Edinburgh fue un acorazado de la clase Colossus que sirvió en la Marina Real Británica en la época victoriana. Era el buque gemelo del HMS Colossus, que se inició antes que él, pero se terminó después.
El Edinburgh fue el primer acorazado británico desde el HMS Warrior, botado en 1860, que llevaba artillería de retrocarga como parte de su armamento principal. El Warrior había sido equipado con 10 cañones de retrocarga Armstrong de 110 libras, que no habían resultado satisfactorios, para complementar sus 26 cañones de avancarga.
Los cañones del Edinburgh se encontraban en dos torretas situadas cerca del centro del barco, y las torretas estaban montadas en escalón . Se esperaba que, al montar las torretas de esta manera, al menos un cañón de cada torreta pudiera disparar hacia adelante y hacia atrás a lo largo de la línea de la quilla, y los cuatro cañones pudieran disparar en dirección de andanada; se pretendía que cada parte del horizonte pudiera estar cubierta por al menos dos cañones. En la práctica, se descubrió que disparar demasiado cerca de la línea de la quilla causaba daños inaceptables por explosión a la superestructura, y disparar desde la cubierta transversal causaba daños similares a la cubierta.
Antes del Edinburgh, la colocación de la torre de mando en los acorazados británicos había dado lugar a diversas soluciones; la dificultad era que los dos factores importantes en juego, máxima protección y máxima visibilidad, eran esencialmente incompatibles entre sí. En este buque, la torre de mando estaba situada delante del palo de proa para una buena visión panorámica; sin embargo, la caseta de navegación estaba situada en el techo y toda la zona estaba rodeada de pequeños cañones, candeleros y otros obstáculos a la vista. El problema no se resolvió hasta que la voluntad política de construir buques más grandes permitió a su vez más espacio para las instalaciones de mando.